# زیردریایی کلاس اورزت
سابمارین کلاس اورزت (به انگلیسی: Orzeł-class submarine) یک کلاس از زیردریایی است که طول آن 84m (247 feet) و ارتفاع آن 6.7m (22 feet) می‌باشد.